# Jane McAlevey
Jane McAlevey   (Nova York, 12 d'octubre de 1964 - Muir Beach, 7 de juliol de 2024) va ser una sindicalista, assagista i comentarista política estatunidenca. Va ser investigadora sènior de polítiques a l'Institut de Recerca sobre Treball i Ocupació de la Universitat de Califòrnia a Berkeley, i columnista a The Nation.
McAlevey sostenia que només els treballadors tenen el poder, a través de l'organització, de forçar canvis significatius al lloc de treball i a la societat en general. El seu model, que va anomenar whole-worker organizing («organització integral dels treballadors»), considera la classe treballadora i la comunitat en què viu com un tot atès que la teoria subjacent del canvi requereix una organització sistemàtica i de base dels treballadors.
McAlevey va escriure quatre llibres sobre l'organització i el paper essencial dels treballadors i els sindicats per a revertir la desigualtat d'ingressos i construir una democràcia més forta: Raising Expectations and Raising Hell (2012), No Shortcuts: Organizing for Power in the New Gilded Age (2016), A Collective Bargain: Unions, Organizing, and the Fight for Democracy (2020), i amb Abby Lawlor, Rules to Win By: Power and Participation in Union Negotiations (2023).

## Biografia
Nascuda a Manhattan, McAlevey era la més petita de nou germans. El seu pare, John McAlevey, un pilot de combat de la Segona Guerra Mundial, advocat i polític progressista, va ser alcalde de Sloatsburg. De petita, els seus pares la portaven a marxes pels drets civils i contra la guerra del Vietnam. Quan tenia 5 anys, la seva mare va morir de càncer de mama BRCA1 i el seu pare va començar a portar-la a treballar amb ell. Com a alcalde va defensar la zonificació d'espais oberts i l'habitatge públic, fet que va provocar que assetgessin Jane a l'escola: «Anaves al col·legi i els pares d'altres nens et cridaven irracionalment perquè "el teu pare portarà gent negra al comtat de Rockland". Va ser beneficiós que m'ensenyessin ètica des de ben petita, a mirar la por a la cara i no mirar enrere». Va començar a assistir a protestes antinuclears pel seu compte als 13 anys. A l'institut, va organitzar una reeixida vaga d'estudiants contra els requisits sexistes d'uniforme femení al gimnàs.
El 1984, mentre estudiava a la Universitat de Buffalo, McAlevey va ser elegida presidenta del cos estudiantil. Més endavant, va ser elegida presidenta de l'Associació d'Estudiants de la Universitat Estatal de Nova York (SASU), un sindicat d'estudiants amb 200.000 membres del sistema universitari públic. Com a presidenta també va assumir el càrrec d'única representant estudiantil amb dret a vot del consell d'administració de la Universitat Estatal de Nova York (SUNY). Allà va orquestrar una ocupació estudiantil de l'edifici central de la SUNY per a protestar contra les inversions de la universitat a Sud-àfrica. McAlevey va ser una de les organitzadores arrestades per intrusió: ella i dues persones més van acceptar condemnes de 15 dies i van anar a la presó en lloc d'acordar abstenir-se de protestar durant un període de prova. Quatre dies després del seu alliberament i l'anunci de noves protestes, els gestors de la SUNY van votar per a interrompre les relacions amb les entitats que feien negocis a Sud-àfrica en el que va ser l'acte de desinversió més gran als Estats Units d'Amèrica (EUA) fins aquell moment.
McAlevey va deixar la universitat abans d'acabar els seus estudis. El 2010, a instàncies de la sociòloga Frances Fox Piven, va tornar a la universitat per a cursar un doctorat. El 2015 va obtenir un doctorat en sociologia al Graduate Center de la Universitat de la Ciutat de Nova York (CUNY), sota la supervisió de Piven i assessorada per James Jasper i Dan Clawson. Després va completar una beca postdoctoral de dos anys a la Facultat de Dret de Harvard (2015–2017).

### Carrera professional
Després de deixar la universitat, McAlevey va viatjar per Amèrica Central, passant un temps a Nicaragua i treballant per a donar suport a la revolució liderada pel Front Sandinista d'Alliberament Nacional. Després es va traslladar a Califòrnia per a treballar a l'Earth Island Institute de David Brower en un projecte destinat a formar el moviment ecologista sobre les conseqüències ecològiques de la política militar i econòmica dels EUA a l'Amèrica Central. Després de treballar durant dos anys en la construcció de coalicions als EUA i al moviment ecologista internacional, va ser contractada per John Gaventa per a treballar al Highlander Research and Education Center de New Market (Tennessee), on va exercir com a educadora i com a subdirectora.

#### Treball sindical
Quan els líders de New Voices van arribar al poder de la Federació Americana del Treball i al Congrés d'Organitzacions Industrials (AFL-CIO) el 1996, McAlevey va ser reclutada per a treballar al departament d'organització i encapçalar una campanya experimental multisindical a Stamford (Connecticut). De 1997 a 2001 va dirigir l'Stamford Organizing Project, un enfocament experimental inusual basat en una associació multisindical i una àmplia implicació comunitària. Va ser la seva primera incursió en l'organització sindical, on va desenvolupar un model que va anomenar «organització integral del treballador», reunint els membres del sindicat i la comunitat amb el convenciment que no eren dos grups separats.
Des de l'AFL-CIO, McAlevey va esdevenir subdirectora nacional de campanyes estratègiques de la secció d'atenció sanitària del Sindicat Internacional d'Empleats de Serveis (SEIU), del 2002 al 2004. El 2004, va ser nomenada directora executiva i negociadora en cap del SEIU a Nevada, un sindicat estatal que va aconseguir l'assistència sanitària familiar pagada per l'empresari, evitar la reducció de les pensions públiques i utilitzar un enfocament a les negociacions contractuals que dona als treballadors el dret a participar en les negociacions del seu lloc de treball.

#### Treball acadèmic
El 2009, a McAlevey li van diagnosticar càncer i es va veure obligada a fer una pausa en la seva feina per sotmetre's a un tractament. Mentre estava postrada al llit va començar a escriure unes memòries sobre els seus anys d'organització laboral que es van convertir en el seu primer llibre, Raising Expectations and Raising Hell (Verso Books, 2012), considerat per la revista The Nation com «el millor llibre del 2012». Després d'un any de tractament, va tornar a la universitat per a fer un doctorat. La seva tesi doctoral es va convertir en el seu segon llibre, No Shortcuts (Oxford University Press, 2016). Un cop acabats els seus estudis, McAlevey va tornar a l'organització laboral i va continuar escrivint, produint dos llibres més, A Collective Bargain (Ecco Press, 2020) i Rules to Win By amb Abby Lawlor (Oxford University Press, 2023).
McAlevey, una oradora destacada, va arribar al públic general quan, a partir del 2019, va dirigir un curs intensiu en línia de sis setmanes, «Organizing for Power (O4P)», a la Fundació Rosa Luxemburg, una organització socialista democràtica amb seu a Berlín. Durant quatre anys més de 40.000 persones de més de 100 països van participar dels seus cursos, que es van traduir a 19 idiomes.
El 2019 McAlevey va ser nomenada investigador sènior de polítiques a l'Institut de Recerca sobre Treball i Ocupació de la Universitat de Califòrnia a Berkeley. També aquell any va ser nomenada corresponsal de Strikes a The Nation i el 2023 va esdevenir columnista de la revista.

## Pensament
El model d'organització integral dels treballadors de McAlevey considera els treballadors i la comunitat en què viuen com un tot: els treballadors formen part de la comunitat i els membres de la comunitat participen en la feina: «El que gairebé cap sindicat fa és organitzar els seus membres com a membres de les seves pròpies comunitats per a construir poder popular. Ensenyo als treballadors a prendre el control dels seus sindicats i canviar-los». La teoria subjacent del canvi requereix una organització sistemàtica i de base dels treballadors.
El punt central del seu enfocament és la tasca constant de mantenir converses individuals amb cada agent constituent. L'activitat principal dels organitzadors és escoltar a fi d'identificar els problemes més urgents de les persones, amb preguntes específiques intercalades que emmarquen «la pregunta difícil», demanant a l'individu que triï entre afrontar els problemes sol o unir-se a l'acció col·lectiva. Una vaga en aquest model de treball integral requereix una acció sostinguda per part d'una majoria aclaparadora de treballadors per a exercir la màxima pressió sobre la direcció.
McAlevey va ser activa en l'esfera pública, en els mitjans de comunicació nord-americans i internacionals. Sostenia que només els treballadors tenen el poder, a través de l'organització, de forçar canvis significatius al lloc de treball i a la societat en general. Va defensar una reestructuració completa de com funcionen la majoria dels sindicats actuals, incloent-hi els seus enfocaments sobre el desenvolupament del lideratge, la negociació, l'assignació de recursos i la relació amb la política.
En comentar l'estat actual de les organitzacions de moviments socials en general, McAlevey va trobar una dependència excessiva de les persones que ja estan d'acord amb una causa. Descriu els tres enfocaments comuns per al canvi com a «defensa, mobilització i organització». L'advocacia es basa en experts, advocats generalment finançats a través de donacions, per a promoure una causa. La mobilització, que McAlevey anomena «organització superficial», busca motivar persones amb idees afins a actuar segons les seves creences mitjançant accions com ara manifestacions o votacions. L'organització, la tasca més difícil, implica poblacions senceres, incloses les que tenen opinions oposades o que encara no n'han format una, buscant ampliar les adhesions per a una futura mobilització. Segons McAlevey, la dependència de l'advocacia i la mobilització per part dels sindicats i grups de moviments socials actuals és «la principal raó per la qual els moviments moderns no han replicat els tipus d'avenços aconseguits pels moviments laborals i pels drets civils anteriors».

## Vida personal
El 2009, a McAlevey li van diagnosticar càncer d'ovari en fase inicial i va ser sotmesa a un any de tractament intensiu. El 14 d'abril de 2024 McAlevey va anunciar al seu lloc web que havia ingressat a cures pal·liatives domiciliàries la setmana anterior, com a resultat d'un càncer de mieloma múltiple diagnosticat a la tardor de 2021. El 23 d'abril, durant una entrevista a Democracy Now! sobre la victòria sindical de United Auto Workers a la planta de Volkswagen a Tennessee, McAlevey va declarar que havia esgotat el tractament convencional i els fàrmacs d'assaig clínic: «Pensaven que hauria mort fa unes setmanes, i ja soc fora, vaig amb bicicleta i estic al vostre programa. I lluitaré fins a l'últim minut, perquè això és el que es mereixen els treballadors del país».
McAlevey va morir de mieloma múltiple el 7 de juliol de 2024, als 59 anys, a la seva cabana de Muir Beach a Califòrnia. En un article a The Nation després de la mort de McAlevey, la periodista Eleni Schirmer va subratllar «l'estil característic de Jane amb grans objectius desbordants i un pla d'execució semblant al bàsquet: la precisió de mil repeticions minúscules, convidar la gent a exercir el seu poder i després veure-la prendre'l per si mateixa, la devoció somrient a l'equip i l'èxtasi de guanyar».